# Karl Koller (général)
Pour les articles homonymes, voir Koller et Karl Koller (homonymie).
Karl Koller, né le 22 février 1898 et mort le 22 décembre 1951, est un général allemand, chef d’état-major adjoint de la Luftwaffe du 9 septembre 1944 à la fin de la Seconde Guerre mondiale. Présent au Führerbunker lors des derniers jours d'Adolf Hitler, il survit à la chute de Berlin et meurt dans sa ville natale six ans après la fin de la guerre.